# Stazione di Niardo-Losine
La stazione di Niardo-Losine è stata una fermata ferroviaria della linea Brescia-Iseo-Edolo, a servizio dei centri abitati di Niardo e di Losine.

## Storia
Le prime tracce di questa fermata risalgono al cambio orario del 15 maggio 1928. Fu poi soppressa nell'estate 1996.

## Strutture e impianti
Era presente un solo binario passante, servito da una banchina in terra battuta, poi inerbita. Una piccola pensilina completava la dotazione dell'impianto.